# Новопетриковка (Павлодарская область)
Новопетриковка (каз. Новопетриковка) — упразднённое село в Успенском районе Павлодарской области Казахстана. Исчезло в ? г.

## Географическое положение
Располагалось в 4 км к северо-западу от села Коныр Озек (Павловка).

## История
Село Новопетриковка основано в 1914 г. украинскими крестьянами в Белоцерковской волости.